# Быково (Вилегодский район)
Быково — деревня в Вилегодском муниципальном округе Архангельской области.

## География
Находится в юго-восточной части Архангельской области на расстоянии приблизительно 7 км на юго-восток по прямой от административного центра района села Ильинско-Подомское на левом берегу реки Виледь.

## История
Отмечалась деревня еще на карте 1794 года. В 1859 году здесь (деревня Сольвычегодского уезда Вологодской губернии) было учтено 15 дворов. До 2020 года входила в состав Павловского сельского поселения до его упразднения.

## Население
Численность населения: 149 человек (1859 год), 292(русские 100 %) в 2002 году, 246 в 2010.